# Podomyrma muckeli
Podomyrma muckeli är en myrart som beskrevs av Auguste-Henri Forel 1910. Podomyrma muckeli ingår i släktet Podomyrma och familjen myror. Inga underarter finns listade i Catalogue of Life.